# Leonnates persicus
Leonnates persicus är en ringmaskart som beskrevs av Elise Wesenberg-Lund 1949. Leonnates persicus ingår i släktet Leonnates och familjen Nereididae. Inga underarter finns listade i Catalogue of Life.